# Tourisme social
Le tourisme social est une forme de tourisme, que l'on place dans le courant du tourisme alternatif, voire du tourisme durable, qui fait la promotion des loisirs, des vacances et des pratiques touristiques pour le plus grand nombre. Le tourisme social, aussi appelé tourisme social et solidaire (TSS), constitue un pôle d’attractivité économique et un levier de développement touristique, en particulier dans les communes à faible densité de population. Ce secteur relevant de l’économie sociale et solidaire, regroupe ainsi toutes les actions et les acteurs permettant d'atteindre ces objectifs. Le tourisme social est donc un tourisme concerné par des soutiens, de toutes formes (Aménagement des accès par les autorités locales ou nationales, chèque-vacances, subventions), ayant pour but de favoriser l’aménagement du territoire et une accessibilité et une intégration de tous à la pratique du tourisme. 

## Terminologie
Le concept de « tourisme social » est composé du mot tourisme, qui correspond selon les dictionnaires de noms communs au fait de voyager ou de visiter des lieux. Le tourisme est également selon l'OMT « l’ensemble des activités déployées par les personnes au cours de leurs voyages et de leurs séjours dans des lieux situés en dehors de leur environnement habituel, à des fins de loisirs, pour affaires et autres motifs ». 
Le concept trouve son origine dans l'entre-deux guerres en Europe, avec le développement d'un tourisme qui s'ouvre à l'ensemble des couches sociales et notamment par l'intervention et la réglementation étatique du temps de travail, notamment la création des congés payés en France ou en Belgique dans les années 1930. Ce développement permet l'accès au temps libre aux travailleurs ainsi qu'à leur famille qui font fréquenter une hôtellerie adaptée à cette nouvelle clientèle (maisons familiales de vacances, villages de vacances). Au cours de la période, ce tourisme est qualifié de « tourisme populaire ». Le concept prend une nouvelle terminologie, notamment à partir de la Belgique, où selon les auteurs Robert Lanquar (sociologue) et Yves Raynouard (ingénieur), auteur du Que sais-je ?, Le Tourisme social et Associatif, on lui préfère « le terme de tourisme social qui, en fait, gardait le même contenu » que celui de populaire.
Depuis, le concept a évolué pour désigner également « des programmes, des initiatives et des actions ». Le suisse Walter Hunziker (en) (1899–1974) donnait pour définition un « type particulier de tourisme caractérisé par la participation des personnes à bas revenus et mettant à leur disposition des services spéciaux reconnus comme tel ». Selon l'Organisation internationale du tourisme social (OITS), association internationale à but non lucratif anciennement dénommée Bureau international du tourisme social (BITS) et fondée en 1963 par Arthur Haulot et André Guignand (VVF), le tourisme social est considéré, d'après l'article 3 de ses statuts, comme « l'ensemble des rapports et des phénomènes résultant de la participation au tourisme et en particulier de la participation des couches sociales à revenus modestes. Cette participation est rendue possible, ou facilitée, par des mesures d'un caractère social bien défini. L'OITS s’appuie, pour mener cette action, sur les principes définis et adoptés dans la Déclaration de Montréal en septembre 1996 »,. Toutefois, l'OITS reconnaît qu'une définition stricte ne peut être retenue et peu différer.
Ainsi, en 2006, le Comité économique et social européen (CESE) reconnait dans un avis qu'« une activité de tourisme social à partir du moment où [...] trois conditions suivantes sont réunies : 1. - Existence d’une situation réelle d’incapacité totale ou partielle à exercer pleinement le droit au tourisme [...] 2. - Il faut que quelqu’un, que ce soit une institution publique ou privée, une entreprise, un syndicat ou simplement un groupe organisé de personnes, se propose d’agir (et agisse) pour vaincre ou réduire cet obstacle qui empêche une personne d’exercer son droit au tourisme ; [Enfin] 3. - Cette action doit être effective et contribuer à ce qu’un groupe de personnes fasse du tourisme dans les conditions et en respectant les valeurs de durabilité, d’accessibilité et de solidarité ». Le CESE  reconnaît ainsi que le tourisme social « englobe l'ensemble des initiatives qui rendent le tourisme accessible aux personnes ayant des difficultés particulières et qui entraînent des effets positifs d'ordre social et économique, également dans divers secteurs, activités, collectivités et domaines. »
Cette forme de tourisme alternatif s'intègre dans le « faire voyager et voyager autrement », avec la prise en compte tant de la situation des vacanciers que des populations hôtes. Elle s'apparente également au tourisme durable.

## Historique

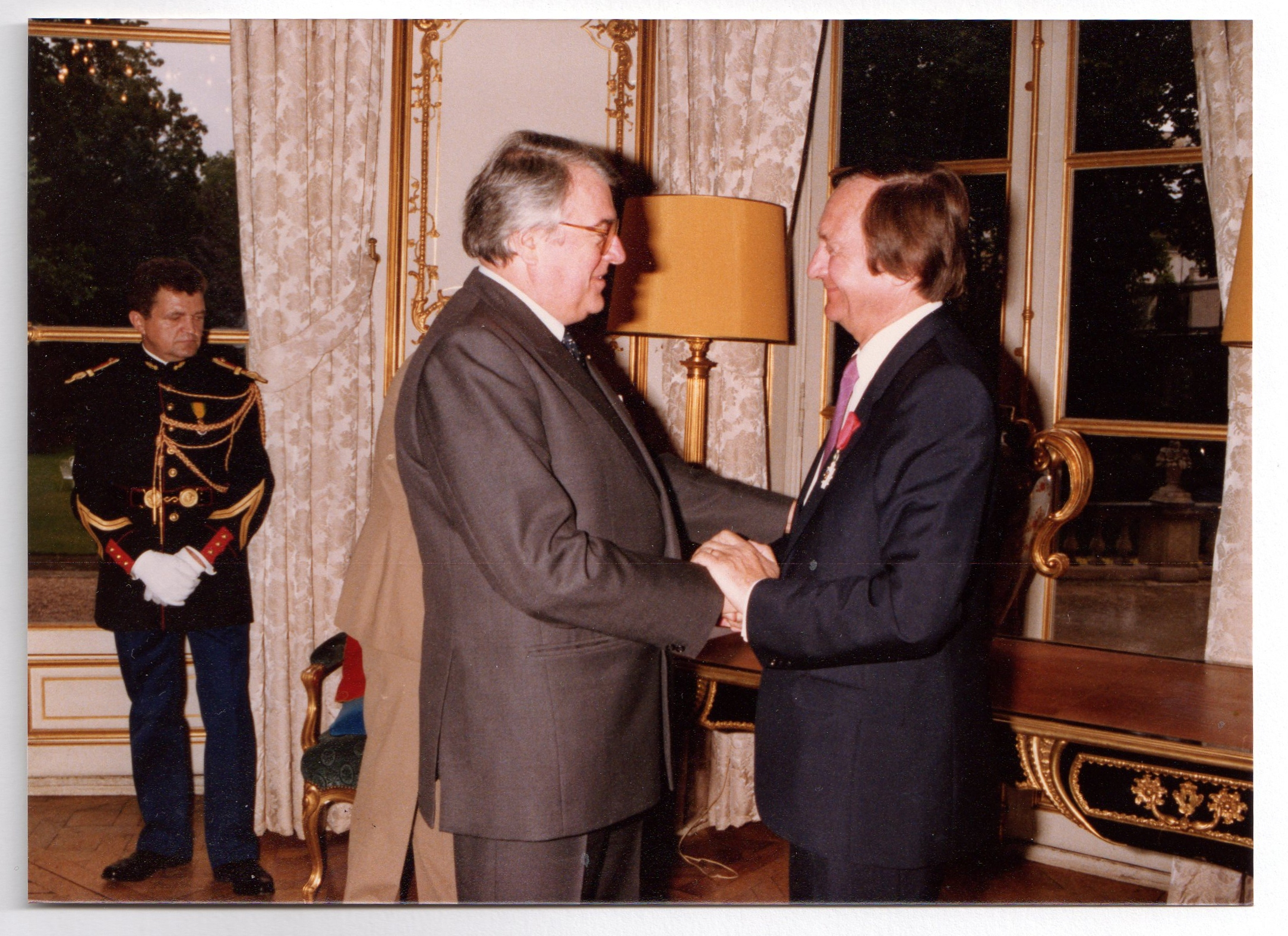
Le Premier ministre Pierre Mauroy remet la Légion d'honneur au promoteur du tourisme social Jean Faucher en 1983.

Le concept de tourisme social s'est développé durant la période de l'entre-deux-guerres sur le continent européen. Il se place dans un contexte de croissance économique, de l'obtention de congés payés apparus en 1936 tout d'abord en France (juin), puis en Belgique (juillet), d'une augmentation du temps de loisirs et parallèlement du développement de l'offre touristique. En 1939, la Suisse met en place la première forme du chèque-vacances, sous forme de timbres, appelées « chèques Reka ». Il s'agit d'une initiative prenant la forme d'une coopérative la Reka (abréviation de Schweizer Reisekasse ou Caisse suisse de voyage). D'ailleurs c'est dans ce pays que le terme « Tourisme social » est utilisé pour la première fois, avant de l'être en Belgique. Avec le second conflit mondial, il faut attendre les années 1950 pour que le tourisme social se développe à nouveau. La France utilise l'expression en 1953.
La France reste l'un des pays pionniers dans le tourisme social. L'UNAT est créée en 1920 et est reconnue d'utilité publique dès 1929. La Ligue de l'enseignement (créée en 1866) par l'intermédiaire de l'Union française des œuvres de vacances laïques (UFOVAL) développe en 1934 les colonies. Au lendemain de la guerre, le gouvernement provisoire met en place les comités d'entreprise, par ordonnance du 22 février 1945, qui seront à l'origine, entre-autres, de colonies de vacances pour les enfants des salariés. Des membres de la mouvance chrétienne fédèrent en 1949 des activités touristiques en milieu rural pour fonder la « Fédération des Maisons Familiales de Vacances » (devenu en 1990 la marque Cap France). Les initiatives dans l'accueil des familles sont bien antérieures avec par exemple le village « Le Lazaret », à Sète (Hérault), est créé en 1865 par un pasteur et sa communauté afin d'accueillir « des familles modestes et leur permettre de profiter des bienfaits des bains de mer. ». La durée des congés payés est allongée en France : trois semaines en 1956, quatre en 1969, cinq en 1983, afin de promouvoir le tourisme social. Durant l'année 1956, les Villages Vacances Familles (VVF) font leur apparition. D'autres associations de tourisme familial se forment pour regrouper des villages de vacances et maisons familiales : Renouveau (1954), Village Vacances Familles (1959), l'UCPA (1965), Vacances Auvergne Limousin (VAL) (1968), Loisirs Vacances Tourisme (LVT, aujourd'hui Fédération Française d’Associations de Loisirs de Vacances et de Tourisme, 1974),. En 1966, l'UNAT fusionne avec le Comité national de plein air de Maurice Herzog et ainsi donne naissance à l'Union nationale des associations de tourisme et de plein air (UNAT). Enfin, le pays adopte également l'idée des chèques-vacances, avec l'ordonnance du 26 mars 1982, instituant l’Agence Nationale pour les Chèques-Vacances (ANCV).
Au niveau international, en 1963, le Bureau international du tourisme social (BITS) (à présent OITS) est créé à Bruxelles par un certain nombre d'organismes européens dont l'UNAT. L'action de l'OITS a un impact sur les instances internationales dont l'OMT.

## Tourisme social dans le monde
Bien qu'étant apparu en Europe, le tourisme social s'est diffusé également à travers le monde. Parmi les pays où cette forme de tourisme s'est développée on trouve la Belgique, la France, la Grèce, l'Italie, la Suisse, mais également le Canada, la Colombie ou encore le Mexique. Le BITS regroupe ainsi en 2005 environ 130 membres (associations, coopératives ou établissements publics) de 35 pays, situés sur l'ensemble des continents. Une section Afrique a d'ailleurs été ouverte en 2004 afin de sensibiliser à cette forme de développement touristique sur le continent,.

## Tourisme social en France
Le tourisme social représente en France plus de 250 000 lits répartis dans 1 600 établissements qui ont accueilli plus de 3 millions de vacanciers soit 15 millions de nuitées en 2021, générant un chiffre d’affaires de 757 millions d’euros. En 2001, le secteur employait 13 000 salariés et environ 63 000 saisonniers. 
Atout France estime qu'un village de vacances du TSS qui porte un programme de réinvestissement, génère en moyenne 3 à 4 millions d’euros d'impact économique dans les entreprises locales de proximité.
Les opérateurs ayant fait le choix d’un modèle non lucratif et d’une gestion désintéressée dans l’économie sociale et solidaire, généralement sous statut associatif, sont confrontés à la concurrence des opérateurs n’ayant fait ni le choix de l’ESS, ni des vacances pour tous, ni du développement local. Le patrimoine immobilier nécessite des investissements réguliers et importants pour maintenir une offre de qualité tout en restant accessible au plus grand nombre. Ce patrimoine représente un enjeu de taille et fait l’objet de convoitises dans ce secteur concurrencé. La pression financière peut conduire à séparer le patrimoine de la gestion ou à céder des établissements. En 2021, seulement la moitié du patrimoine immobilier appartient au domaine public par le biais des collectivités territoriales. À ce sujet, le Haut Conseil à la vie Associative analyse la situation dans son rapport sur l’impact de la concurrence lucrative sur le modèle économique associatif et sur la multiplication des exclusions : « Dans le secteur des villages vacances et des auberges de jeunesse, historiquement portés par les associations, ces choix ont pu être poussés par la Caisse des Dépôts et des investisseurs privés qui privilégient la « montée en gamme », parfois au détriment des projets associatifs et locaux. Ainsi, lors de la scission en 2001 du groupe associatif VVF (Villages Vacances Familles), VVF Villages a conservé un format associatif et Belambra Clubs est devenue une société commerciale hors du Tourisme Social et Solidaire. Ce changement de statut a été accompagné d’une hausse des tarifs de 15% dans le cadre de la nouvelle entité commerciale. »
L’enquête IFOP pour l’UNAT et la Fondation Jean-Jaurès menée en 2019 souligne des clivages sociaux profonds dans l’accès aux vacances : 4 français sur 10 ne partent pas en vacances sur les 5 dernières années pré-covid. La logique de montée en gamme de l’offre touristique dans tous le secteur du tourisme, notamment dans les villages de vacances et les campings, affecte directement le tourisme social. Les catégories populaires et le bas de la classe moyenne sont les premières concernées par le renoncement aux vacances. L’enquête enregistre une augmentation de 25% des demandes d’aides. Selon le Centre de recherche pour l’étude et l’observation des conditions de vie (CREDOC), les vacances représentent en moyenne 5% du budget des Français, et jusqu’à 8% pour les ménages les moins aisés.